# Явчиці (Мазовецьке воєводство)
Явчиці (пол. Jawczyce) — село в Польщі, у гміні Ожарув-Мазовецький Варшавського-Західного повіту Мазовецького воєводства.
Населення — 262 особи (2011).
У 1975-1998 роках село належало до Варшавського воєводства.

## Демографія
Демографічна структура станом на 31 березня 2011 року:
|          | Загалом | Допрацездатний вік | Працездатний вік | Постпрацездатний вік |
| -------- | ------- | ------------------ | ---------------- | -------------------- |
| Чоловіки | 119     | 21                 | 84               | 14                   |
| Жінки    | 143     | 24                 | 83               | 36                   |
| Разом    | 262     | 45                 | 167              | 50                   |